# Callistocythere littoralis
Callistocythere littoralis är en kräftdjursart som beskrevs av G. W. Müller 1894. Callistocythere littoralis ingår i släktet Callistocythere, och familjen Leptocytheridae. Arten är reproducerande i Sverige.